# Leopold von Wiese
Leopold Max Walther von Wiese und Kaiserswaldau (* 2. Dezember 1876 in Glatz; † 11. Januar 1969 in Köln) war ein deutscher Soziologe und Volkswirt. Er wirkte als Hochschullehrer und Vorsitzender der 1946 wiedergegründeten Deutschen Gesellschaft für Soziologie (DGS). In dieser Funktion restaurierte er diese als Gelehrtengesellschaft und war maßgeblich an der Konstruktion der inzwischen widerlegten Legende beteiligt, nach der es keine Soziologie im Nationalsozialismus gegeben habe.

## Leben

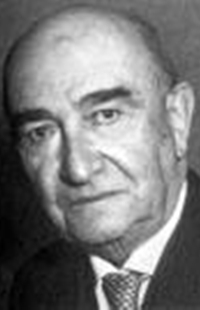
Leopold von Wiese (1969)

Leopold von Wieses Eltern waren der preußische Hauptmann Benno Kasper Leopold von Wiese und Kaiserswaldau (* 20. September 1843; † 23. Juni 1886) und dessen Ehefrau Anna Helene von Rabenau (* 10. Juni 1855). Wiese entstammte damit dem schlesischen Uradelsgeschlecht Wiese und Kaiserswaldau.
Er erhielt seine schulische Ausbildung auf den Kadettenanstalten in Wahlstatt und Lichterfelde, wo er nach acht als sehr unglücklich erlebten Jahren das Kadettenkorps verlassen konnte. Er studierte dann Volkswirtschaftslehre an der Friedrich-Wilhelms-Universität in Berlin und wurde dort 1902 zum Dr. phil. promoviert. Anschließend war er wissenschaftlicher Sekretär des „Instituts für Gemeinwohl“ in Frankfurt am Main. Im Jahr 1905 wurde er Privatdozent für Volkswirtschaftslehre an der Universität Berlin. 1906 als Professor der Staatswissenschaften an die Königliche Akademie zu Posen berufen, wechselte er schon 1908 als Professor für Volkswirtschaftslehre und Gewerbeökonomie an die Technische Hochschule Hannover. 1912 wurde von Wiese Studiendirektor an der „Akademie für kommunale Verwaltung“ in Düsseldorf und 1915 Professor an der Handelshochschule Köln.
Nach dem Ersten Weltkrieg wurde von Wiese im Jahr 1919 Direktor am „Forschungsinstitut für Sozialwissenschaften“ in Köln und als ordentlicher Professor für Wirtschaftliche Staatswissenschaften und für Soziologie an die 1919 wiedergegründete Universität zu Köln berufen. Er hatte damit den ersten Lehrstuhl für Soziologie in Deutschland inne. An dem auf Initiative des Oberbürgermeisters Konrad Adenauer gegründeten „Institut für soziale Forschung“ war er Direktor der Abteilung für Soziologie. Seine von ihm ab 1921 herausgegebenen Kölner Vierteljahreshefte für Sozialwissenschaften existieren unter dem Titel Kölner Zeitschrift für Soziologie und Sozialpsychologie noch heute.

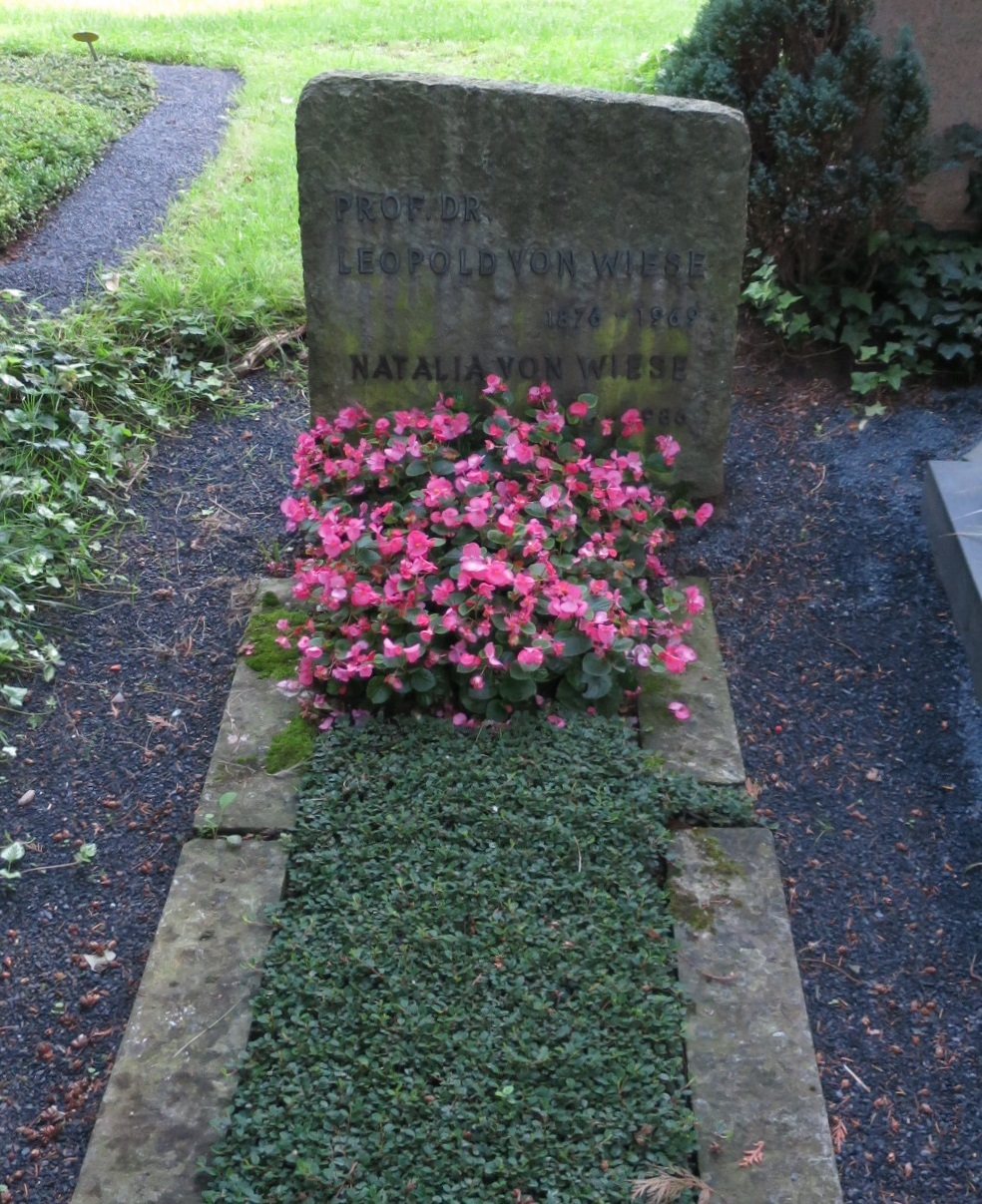
Grab auf Melaten-Friedhof

Bis 1933 war von Wiese Sekretär der Deutschen Gesellschaft für Soziologie (DGS). Nach der „Stilllegung“ der DGS durch Hans Freyer und des Forschungsinstitutes für Sozialwissenschaften durch die Nationalsozialisten ging er 1934 für ein Jahr in die USA. Seinen Lehrstuhl übernahm Willy Gierlichs. Nach seiner Rückkehr lehrte er Volkswirtschaft in geschlossenem Hörerkreis.
Von 1946 bis 1955 war er Vorsitzender der wiederbelebten DGS. Zum 1. Oktober 1949 wurde von Wiese emeritiert. 1954 wurde er Vizepräsident der „Internationalen Gesellschaft für Soziologie“.
Von Wiese war drei Mal verheiratet, zunächst ab 1902 mit der Kunstmalerin Johanna (Hanna) von Gersdorff. Nach der Scheidung von ihr heiratete er 1919 Daisy Findlay, von der er 1925 geschieden wurde. Im gleichen Jahr heiratete er die aus Georgien geflüchtete Nathalie Garetzeloff (1900–1986). Er ist der Vater des Literaturwissenschaftlers Benno von Wiese und der Schauspielerin und Schriftstellerin Ursula von Wiese (aus der ersten Ehe), von Ingeborg von Wiese (aus der zweiten Ehe) und der Slawistin Ossana von Wiese (aus der dritten Ehe).
Seine Grabstätte befindet sich auf dem Kölner Melaten-Friedhof (Lit. C).

## Leistungen
Wiese ist für seine Werke zur Gesellschaftslehre bekannt, in denen er versuchte, die Soziologie der Gegenwart als eine eigenständige Sozialwissenschaft zu etablieren, losgelöst von Geschichte, Psychologie und Philosophie. Er unterschied vier Grundkategorien des Sozialen: Abstand, Prozess, Raum und Gebilde. Abstand meint die seelisch-geistige Nähe oder Ferne im Verhalten der Menschen untereinander. Dabei konzentrierte sich Wiese auf die sozialen Beziehungen zwischen Menschen als „soziale Prozesse“ und die dafür bedeutsamen Strukturen als „soziale Gebilde“. In den Prozessen ändern sich die sozialen Distanzen zwischen den Menschen und legen ihre Beziehungen im sozialen Raum fest. Die dabei ausgebildeten Institutionen und Organisationen sind die sozialen Gebilde, die zu differenzieren sind in Masse, Gruppen und Körperschaften.
Gemeinsam mit Georg Simmel gilt er als Begründer der formalen Soziologie. Seine Beziehungslehre hat in der Soziologie allerdings keinen Einfluss mehr.
Zu seinen Schülern zählt Karl Gustav Specht, der Mitbegründer der Gerontologie und Medizinsoziologie in Deutschland und frühere Inhaber des Lehrstuhls für Soziologie an der Wirtschafts- und Sozialwissenschaftlichen Fakultät der Universität Erlangen-Nürnberg.

## Leopold von Wiese und der Nationalsozialismus
Leopold von Wiese war bis 1933 Dekan der wirtschafts- und sozialwissenschaftlichen Fakultät der Universität Köln, musste von diesem Amt aber am 11. April 1933 auf nationalsozialistischen Druck – so wie Rektor Godehard Josef Ebers und die übrigen Dekane – zurücktreten.
1934 diente sich von Wiese den neuen Machthabern mit seiner Beziehungslehre an. In den Kölner Vierteljahreshefte für Soziologie schrieb er: „Je mehr ich diese Weltenwende auf mich wirken lasse, desto mehr ist mir das klar: Jetzt wäre gerade auch in Deutschland die Zeit für eine kraftvoll wirkende realistische Gesellschaftslehre gekommen! Biologie, Erb- und Rassenlehre sowie politische Ethik können es nicht allein machen; ein sehr großer, der größte Teil der von der praktischen Entwicklung aufgeworfenen Fragen gehört der Soziologie an.“ Das Regime hatte dennoch keine Verwendung für seine Soziologie.
Auch als Schriftführer der DGS betrieb von Wiese eine „Strategie der Selbstgleichschaltung“. Auf einer Ratssitzung der DGS am 3. August 1933 in Lübeck riet er dazu, den DGS-Mitgliederbestand zu ergänzen, um die Verbindung zur nationalsozialistischen Bewegung zu erleichtern. Er schlug insbesondere die Aufnahme des „Rassenforschers“ Hans F. K. Günther und des NS-Erziehungswissenschaftlers Ernst Krieck in die Gesellschaft vor. Jüdische und ins Ausland emigrierte Soziologen sollten dagegen aus der DGS ausgeschlossen werden. Allein beim zu diesem Zeitpunkt noch amtierenden Präsidenten der DGS, Ferdinand Tönnies, stieß dieses Vorhaben auf eindeutigen Widerstand. Obwohl 11 andere Ratsmitglieder für das Vorhaben gestimmt hatten, wurde die DGS-Satzung nie entsprechend geändert.
Als erster Nachkriegsvorsitzender der Deutschen Gesellschaft für Soziologie forcierte von Wiese eine Strategie des „kollektiven Beschweigens“. Im ersten Vortrag des 8. Deutschen Soziologentages in Frankfurt sagte er 1946 über die Zeit des Nationalsozialismus:

„Und doch kam die Pest über die Menschen von außen, unvorbereitet, als ein heimtückischer Überfall. Das ist ein metaphysisches Geheimnis, an das der Soziologe nicht zu rühren vermag.“

Damit, so die spätere Einschätzung von Manfred Lauermann, stellte von Wiese „glänzend unter Beweis, dass Soziologen schlicht zu dumm sein können, soziologisch zu denken!“
In der wiedergegründeten DGS betrieb von Wiese, zum Teil als persönlicher Pate, die Aufnahme von Fachkollegen, die auch während der NS-Zeit in Deutschland wissenschaftlich tätig gewesen waren, darunter: Hans Freyer, den von Wiese satzungswidrig ohne Beschluss der Mitgliederversammlung aufnahm, Adolf Günther, Karl Valentin Müller und Wilhelm Emil Mühlmann (für diese beiden verbürgte er sich als persönlicher Pate), Egon von Eickstedt und Ilse Schwidetzky. Emigrierten Sozialwissenschaftlern wurde dagegen die Vollmitgliedschaft verwehrt. Auf Grund seiner Initiative wurden von der DGS drei Anthropologisch-soziologische Konferenzen durchgeführt, an denen vor allem mit dem Nationalsozialismus verbundene Wissenschaftler teilnahmen.
In einer Rezension der Adorno-Studie über die autoritäre Persönlichkeit für die Kölner Zeitschrift für Soziologie und Sozialpsychologie zeigte von Wiese sich gegenüber dem Forschungskonzept unverständig und zudem einen latenten Antisemitismus:

„Mag nicht sogar in manchen Fällen das Vorhandensein einer Abnormität bei den Juden auf den nichtjüdischen Teil in ungesunder Weise einwirken? Mit anderen Worten: Sollten wirklich niemals schlechte Erfahrungen mit Juden das Urteil der Befragten beeinflussen?“

In derselben Ausgabe der Kölner Zeitschrift schrieb von Wiese zum Thema „Soziologie und Psychoanalyse“, Sigmund Freud sei ein Scharlatan und ein Dichter, die Psychoanalyse frech, dilettantisch und unwissenschaftlich, vor allem etwas für die Amerikaner und nichts für die Deutschen.

„Als Hitler kam, war es mit dem ‚Juden‘ Freud und seiner Wiener Clique vorbei.“

## Auszeichnungen
- 1946 verlieh ihm die Universität zu Köln die Ehrendoktorwürde zum Dr. jur.
- 1949 wurde er als Mitglied in die Akademie der Wissenschaften und der Literatur Mainz aufgenommen.
- 1951 verlieh ihm die Universität Mainz die Ehrendoktorwürde zum Dr. rer. pol.
- 1956 Großes Bundesverdienstkreuz
- 1965 wurde er Ehrenbürger der Universität zu Köln.

## Schriften (Auswahl)

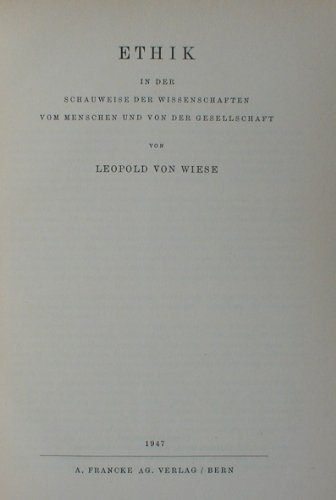

- Zur Grundlegung der Gesellschaftslehre. Fischer, Jena 1906 (zugleich Habilitationsschrift, Universität Berlin 1905).
- Allgemeine Soziologie als Lehre von den Beziehungsbedingungen der Menschen.
  - Teilband 1: Beziehungslehre, Duncker & Humblot, München 1924.
  - Teilband 2: Gebildelehre, Duncker & Humblot, München 1928.
  - Zweite überarbeitete Auflage in einem Band: System der allgemeinen Soziologie als Lehre von den sozialen Prozessen und den sozialen Gebilden der Menschen (Beziehungslehre), Duncker & Humblot, München/Leipzig 1933; dritte, unveränderte Auflage, Duncker & Humblot, Berlin 1955; vierte, unveränderte Auflage, Duncker & Humblot, Berlin 1966.
- Soziologie. Geschichte und Hauptprobleme. W. de Gruyter & Co., Berlin 1926; erschien unter diesem Titel bis zur achten Auflage (1931, 1947, 1950, 1955, 1960, 1964, 1967) und in der 9. Auflage als Geschichte der Soziologie. de Gruyter, Berlin 1971.
- Homo sum. Gedanken zu einer zusammenfassenden Anthropologie. Fischer, Jena 1940.
- Ethik in der Schauweise der Wissenschaften vom Menschen und von der Gesellschaft. A. Francke, Bern 1947.
- Die Sozialwissenschaften und die Fortschritte der modernen Kriegstechnik (= Abhandlungen der Akademie der Wissenschaften und der Literatur. Geistes- und sozialwissenschaftliche Klasse. Jahrgang 1950, Band 16). Verlag der Wissenschaften und der Literatur in Mainz (in Kommission bei Franz Steiner Verlag, Wiesbaden).